# Falco (énekes)

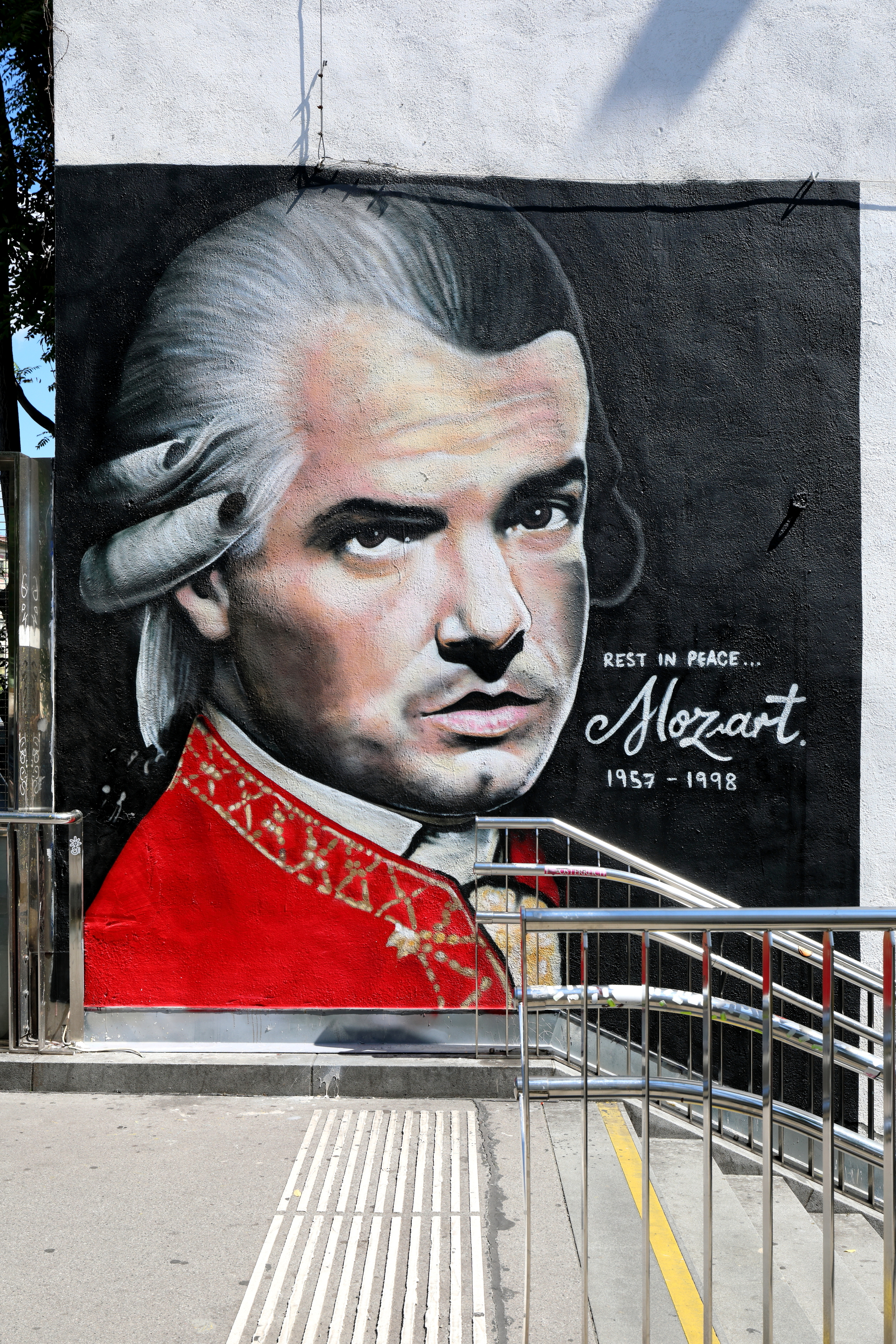
Falco Mozart-jelmezben Lush Sux graffitijén Bécsben

Falco, eredeti nevén Johann Hölzel (Bécs,1957. február 19. – Puerto Plata, Dominikai Köztársaság, 1998. február 6.) a nyolcvanas-kilencvenes években népszerű osztrák énekes, zeneszerző és szövegíró volt. Sikereit német és angol nyelven aratta. Legismertebb dalai a Der Komissar, a Rock Me Amadeus és a Vienna Calling voltak. A Rock Me Amadeus a mai napig az egyetlen német nyelvű dal, amely az amerikai Billboard-listák élére került.
Két héttel negyvenegyedik születésnapja előtt autóbalesetben halt meg.

## Élete
Johann „Hans” Hölzel 1957-ben született Bécsben, két ikertestvére még a szülés során meghalt.
Édesapja, Alois Hölzel Alsó-Ausztriából származott és művezetőként dolgozott egy gépgyárban, édesanyja Maria Hölzel pedig bécsi volt, aki születésekor egy mosodát vezetett Bécs 14. kerületében, majd 1959-ben egy élelmiszerboltban kezdett dolgozni, hogy kiegészítse a család jövedelmét. Egyedüli gyermekként, szerény körülmények között nőtt fel Bécs 5. kerületében, a Ziegelofen utcában.
Zenei tehetségére már korán fény derült: negyedik születésnapjára zongorát kapott ajándékba, ötéves korában a Bécsi Zeneakadémia meghallgatásán abszolút zenei hallást állapítottak meg nála. Ekkoriban kapott egy lemezjátszót, a legnagyobb hatással a Beatles, Cliff Richard és Elvis Presley zenéje volt rá.
1963-ban Hölzel beiratkozott egy piaristák által vezetett katolikus magániskolába. 1967-től a Rainergymnasiumba járt Bécs-Margaretenben. Nem sokkal később apja elhagyta a családot, így Hölzel édesanyja, nagyanyja és egy szomszédja gondozásában nőtt fel. Ebben az időszakban szoros kapcsolat alakult ki közte és édesanyja közöttl, amely egészen annak haláláig tartott. 1973-ban otthagyta az iskolát, miután számos hiányzást halmozott fel. Végül, édesanyja unszolására az akkori Kereskedelmi és Ipari Szociális Biztosítónál kezdett el dolgozni.
17 éves korában önként jelentkezett nyolc hónapos katonai szolgálatra a hadseregbe. Ott katonatársaival megalapította az Umspannwerk nevű zenekart. Ekkor kezdett elektromos gitáron játszani, majd kedvenc hangszerére, az elektromos basszusgitárra váltott. Stefan Weber hard rock-együttesében, a Drahdiwaberlben már ezen a hangszeren játszott. Ezután beiratkozott a Bécsi Zenekonzervatórium dzsessztanszakára, de egy szemeszter után otthagyta, hogy „igazi zenész” lehessen.
Magánélete gyakran került a média figyelmének középpontjába. Különös érdeklődést keltett leendő felesége, Isabella Vitkovic terhessége, akit a fogantatás idején még alig ismert, és aki 1986 márciusában Falco jelenlétében adott életet kislányának. Két évvel később, 1988 júniusában Las Vegasban összeházasodtak; de a házasság alig egy évig tartott. 1993 őszén egy apasági teszt kimutatta, hogy nem a lány biológiai apja. A kapcsolat azonban továbbra is megmaradt.
A bulvársajtó továbbra is üldözte, ezért visszavonult a Dominikai Köztársaságba, ahol új albumán akart dolgozni. A média állandó faggatására így válaszolt: „A kérdés nem az, hogy mit keresek itt? A kérdés az: Milyen hülyeségeket csinálok otthon, amíg otthon vagyok?”.
1998. február 6-án, nem sokkal 41. születésnapja előtt autóbalesetben halt meg a Dominikai Köztársaságban, a Villa Montellano és Puerto Plata közötti úton. Egy diszkó parkolójából hajtott ki figyelmetlenül, amikor egy autóbusz belerohant terepjárójába; azonnal életét vesztette. A boncolás 1,5 ezrelékes véralkoholszintet, valamint nagy mennyiségű kokaint és némi marihuánát mutatott ki nála.
A bécsi központi temetőben temették el. A temetési szertartáson több mint 4000 ember vett részt. Koporsóját a bécsi motoros rocker Outsider Austria tagjai vitték a sírhoz, akik 1985-ben a Rock Me Amadeus klipjében játszottak. Sírja még évekkel halála után is zarándokhely marad rajongói számára.
Az ezt követő években többször felröppent a pletyka, hogy öngyilkos lett. Ez elsősorban az Out of the Dark című dal „Must I die to live?”szövegrészletének volt köszönhető; a dal azonban már évekkel halála előtt született, és nem is ő, hanem Torsten Börger írta.

## Zenei karrier
Szólókarrierjét 1980-ban kezdte, amikor is három lemezről szóló szerződést írt alá az egyik kiadóval. Művésznevének eredete egy rövid, Nyugat-Berlinben töltött időszakra vezethető vissza. 1977-ben itt tévéközvetítésben látta az NDK-s síugró, Falko Weißpflog nagy ugrásait, amelyek lenyűgözték. A sportolóra a közvetítők ragasztották rá a Falke (magyarul: Sólyom) becenevet, amelyet Hölzel aztán „angolosítva” saját céljaira használt fel.
1985-ben átütő sikert ért el a Rock me Amadeus című dallal, amelynek alapötlete a klasszikus osztrák zeneszerző, Wolfgang Amadeus Mozart zenéjéhez való visszanyúlás volt, és amelyet az Oscar-díjas Amadeus című film tett világhírűvé. A szám az első olyan német nyelvű dal volt, amelynek sikerült felkerülnie az amerikai slágerlisták első helyére. Ugyancsak ismert volt az 1982-es Der Komissar című rap-jellegű dal, amelynek angol verziója is siker lett.
Egyes dalai durva szövegük miatt vihart kavartak. A Jeanny címűt például Németországban és Hollandiában számos DJ nem volt hajlandó műsorára tűzni. Ennek oka az volt, hogy a szám egy fiatal lány eltűnését meséli el a tettes szempontjából. A dalhoz készült videóklip csak felerősítette a kritikus hangokat.
1988-ban megjelent ötödik lemeze, a Wiener Blut nem hozta meg a várt sikert, így lemondta az albumhoz kapcsolódó turnét. Kezdeti sikereihez az 1992-es Nachtflug című lemezzel tudott visszatérni; a Titanic című angol−német kétnyelvű szám ismét előkelő slágerlistás helyezéseket ért el. 1996-ban áttette székhelyét a Dominikai Köztársaságba. Ebben az évben jelent meg Naked című kislemeze − az utolsó, amelyet még megért. Az 1990-es évek közepén T-MA néven is megjelentetett zenéket, például a Mutter, der Mann mit dem Koks ist da címűt.

## Posztumuszhatása
2000-ben a bécsi Ronacherben mutatták be Jehoschua Sobol F@lco − A Cyber Show című multimédiás showműsorát André Eisermann, Hansi Lang, Roman Gregory, Georgij Makazaria von Stahlhammer közreműködésével, Paulus Manker rendezésében és Falco zenekarvezetőjének, Thomas Rabitschnak a zenei irányításával, amelyben Falco életét egy hatalmas szuperegóval szembeni küzdelemként parafrazálták. A színpadot az @ szimbólum alakjában építették be a nézőtérbe, és Falco karakterét lézerek, 3D-s animációk és egy vízi paraván segítségével mutatták be interaktív rockkoncertek stílusában.
2000. szeptember 24-én a berlini Theater des Westensben volt az ősbemutatója a Falco meets Amadeus (FMA) című musicalnek. Ezt követően a musical 2006. április 6-án debütált a düsseldorfi Capitol Színházban, s azóta közel egymillió néző látta, többek között Münchenben, Grazban, Klagenfurtban, Bécsben, Aachenban, Münsterben, Lübeckben, Braunschweigben és Cottbusban. Falco – Das Musical címmel 2024. májusában újra bemutatták a darabot Münchenben a Deutsches Theaterben.

## További információk

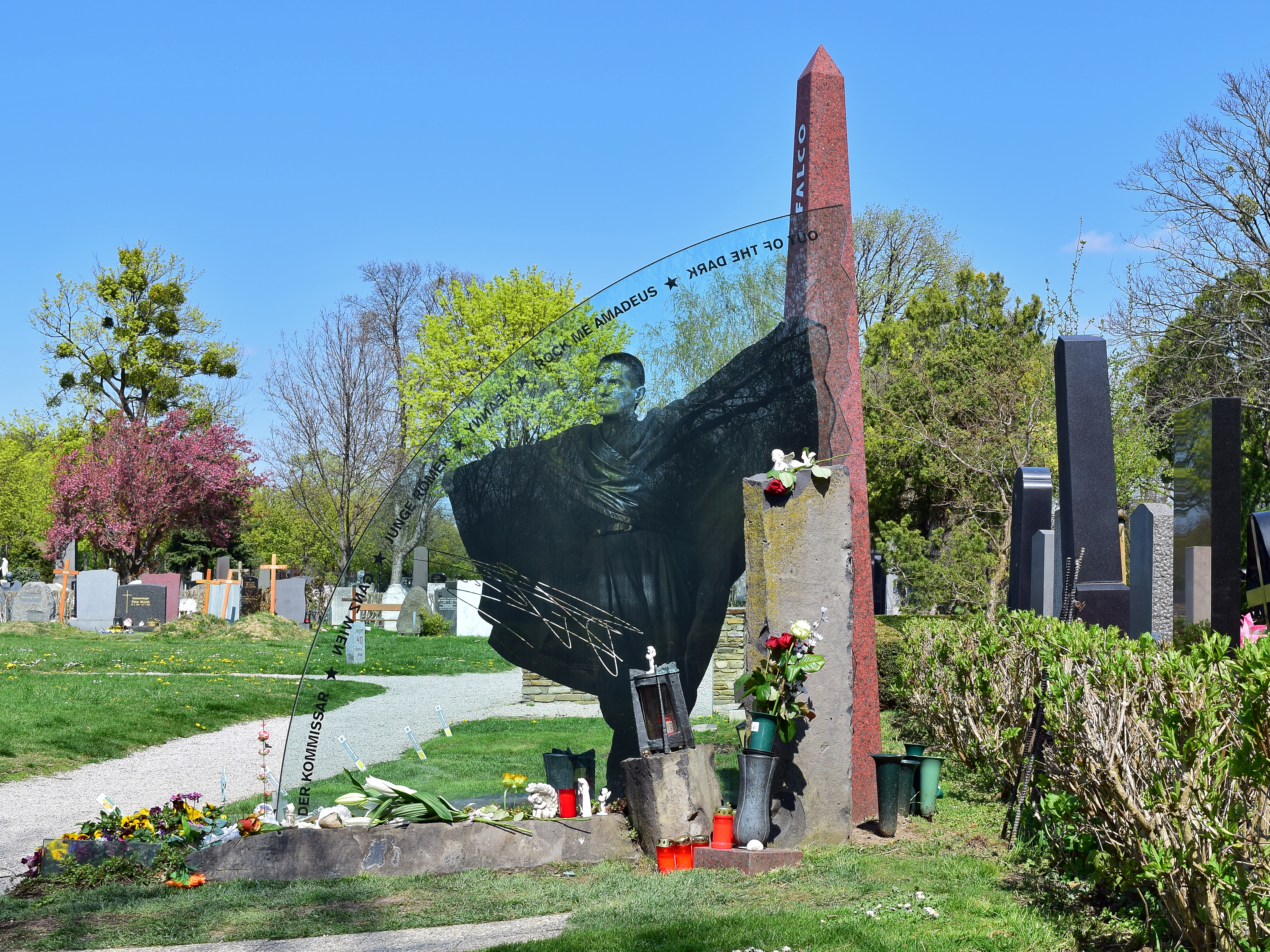
Falco sírja a bécsi központi temetőben

## Stúdióalbumok

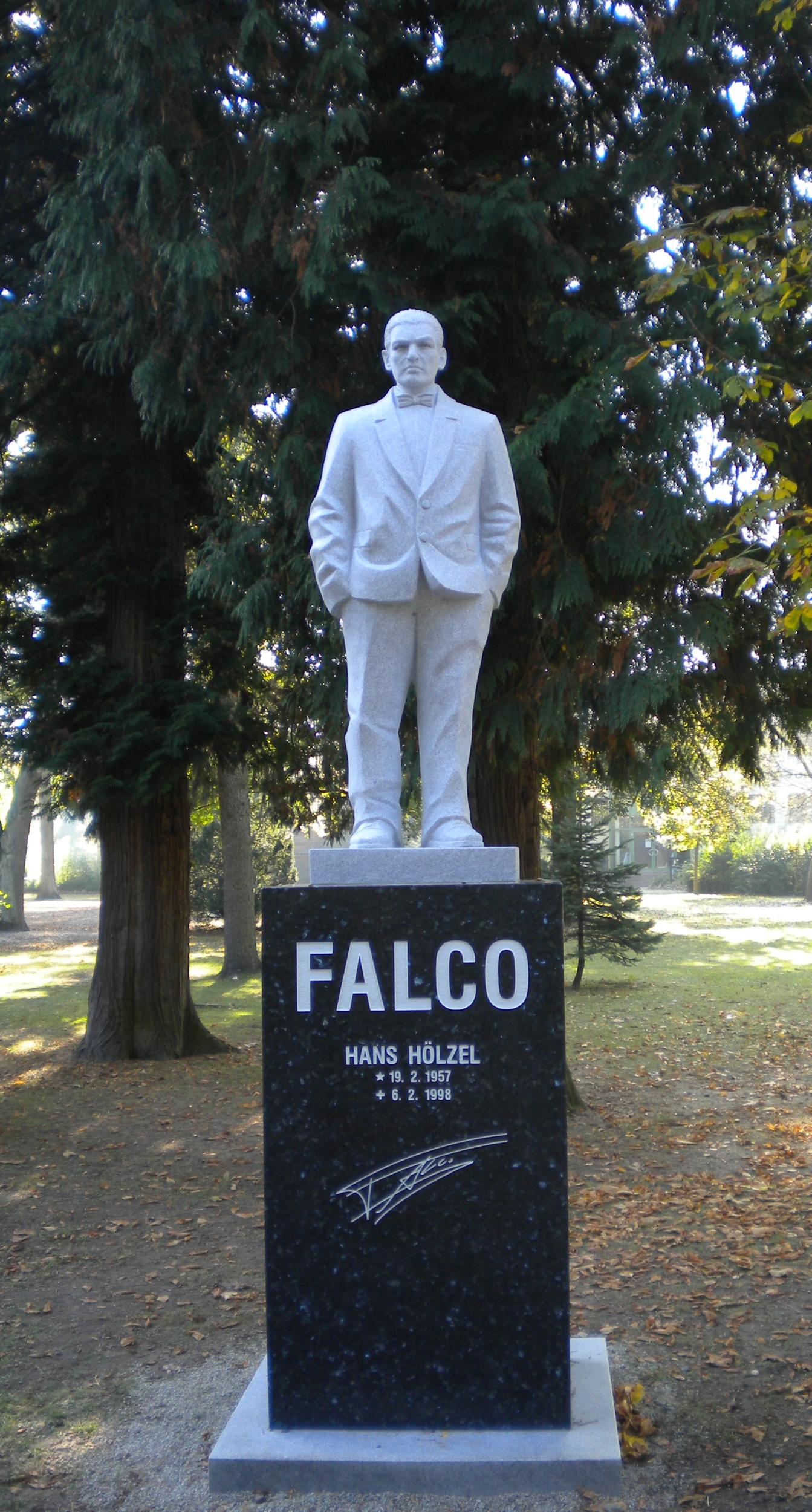
Falco-szobor az alsó-ausztriai Gars am Kamp gyógyfürdőkertjében

|      |                                  | A  | CH | GB | D  | USA | N | NL | S  |
| ---- | -------------------------------- | -- | -- | -- | -- | --- | - | -- | -- |
| 1982 | Einzelhaft                       | 1  | -  | -  | 1  | 64  | - | 1  | 45 |
| 1984 | Junge Roemer                     | 1  | -  | -  | -  | -   | - | -  | -  |
| 1985 | Falco 3                          | 1  | 1  | 32 | 2  | 3   | 3 | 15 | 1  |
| 1986 | Emotional                        | 1  | 5  | 10 | 1  | -   | 7 | -  | -  |
| 1988 | Wiener Blut                      | 2  | 12 | 7  | 9  | -   | - | -  | -  |
| 1990 | Data de Groove                   | 11 | -  | -  | -  | -   | - | -  | -  |
| 1992 | Nachtflug                        | 1  | -  | -  | 73 | -   | - | -  | -  |
| 1998 | Out of the Dark (Into the Light) | 1  | 4  | -  | 2  | -   | - | -  | -  |
| 1999 | Verdammt wir leben noch          | 3  | -  | -  | 35 | -   | - | -  | -  |
| 2009 | The Spirit Never Dies            | 1  | 33 | -  | 23 | -   | - | -  | -  |
| 2021 | Emotional (2021 Remaster)        | -  | -  | -  | -  | -   | - | -  | -  |

## Egyéb albumok
|      |                                          | A  | CH | GB | D  | USA | N | NL | S |
| ---- | ---------------------------------------- | -- | -- | -- | -- | --- | - | -- | - |
| 1991 | The Remix Hit Collection                 | -  | -  | -  | 51 | -   | - | -  | - |
| 1996 | Greatest Hits                            | 2  | -  | -  | -  | -   | - | -  | - |
| 1997 | Greatest Hits Vol. II                    | 8  | -  | -  | -  | -   | - | -  | - |
| 1998 | Best Of                                  | 7  | -  | -  | -  | -   | - | -  | - |
| 1998 | The Hit-Singles                          | -  | -  | -  | 7  | -   | - | -  | - |
| 1999 | The Final Curtain – The Ultimate Best Of | 1  | 6  | -  | 2  | -   | - | -  | - |
| 1999 | Live Forever                             | 34 | -  | -  | -  | -   | - | -  | - |
| 2004 | L.I.V.E. Donauinsel                      | -  | -  | -  | -  | -   | - | -  | - |
| 2007 | Hoch wie nie                             | 1  | 5  | -  | 2  | -   | - | -  | - |
| 2008 | Symphonic                                | 1  | 34 | -  | 15 | -   | - | -  | - |
| 2008 | The Ultimate Collection                  | -  | -  | -  | -  | -   | - | -  | - |
| 2017 | Falco 60                                 | -  | -  | -  | -  | -   | - | -  | - |